# Leigh Taylor-Young
Leigh Taylor-Young est une actrice américaine née le 25 janvier 1945 à Washington, D.C., États-Unis.

## Biographie
Elle a été mariée à Ryan O'Neal, avec qui elle jouait dans Peyton Place.

## Filmographie

### Cinéma
- 1968 : Le Baiser papillon (I Love You, Alice B. Toklas!) de Hy Averback : Nancy
- 1969 : Une si belle garce (The Big Bounce) de Alex March : Nancy Barker
- 1970 : Les Derniers Aventuriers (The Adventurers) de Lewis Gilbert : Amparo Rojo
- 1970 : Le Défi (The Games) : College Co-ed (non créditée)
- 1970 : Par un lien de boutons d'or (The Buttercup Chain) de Robert Ellis Miller : Manny
- 1971 : Les Cavaliers (The Horsemen) de John Frankenheimer : Zareh
- 1971 : The Gang That Couldn't Shoot Straight de James Goldstone : Angela Palumbo
- 1973 : Soleil vert (Soylent Green) de Richard Fleischer : Shirl
- 1980 : Rien n'arrête la musique (Can't Stop the Music) de Nancy Walker : Claudia Walters
- 1981 : Looker de Michael Crichton : Jennifer Long
- 1985 : Une amie qui vous veut du bien (Secret Admirer) de David Greenwalt : Elizabeth Fimple
- 1985 : À double tranchant (Jagged Edge) de Richard Marquand : Virginia Howell
- 1988 : Accidents de Gideaon Amir : Beryl Chambers
- 1990 : Honeymoon Academy (en) de Gene Quintano : Doris
- 1993 : Une belle revanche (Dreamrider) de Bill Brown et Steve Grass : Dr. Sharon Kawai
- 1997 : Bliss de Lance Young : Redhead
- 1998 : La Famille Addams : Les retrouvailles (Addams Family Reunion) (vidéo) : Patrice
- 2002 : Slackers de Dewey Nicks (en) : Valerie Patton
- 2003 : Klepto (en) de  Thomas Trail : Teresa
- 2005 : A-List : Mom
- 2005 : Coffee Date (en) : Diana
- 2006 : Spiritual Warriors : The Psychiatrist
- 2006 : Dirty Laundry de Maurice Jamal : Mrs. James

### Télévision
- 1964 : Peyton Place (Peyton Place) : Rachel Welles (1966-1967)
- 1969 : Under the Yum Yum Tree : Jennifer
- 1978 : La croisière s'amuse (saison 2, épisode 8) : Anne Starling
- 1980 : Marathon : Barrie
- 1982 : Devlin Connection (The Devlin Connection) : Lauren Dane (1982)
- 1983 : The Hamptons (en) (série télévisée) : Lee Chadway (1983)
- 1987 - 1989 : Dallas : Kimberly Cryder (1987-1989)
- 1987 : Houston Knights
- 1987 : Perry Mason: The Case of the Sinister Spirit : Maura McGuire
- 1987 : Napoleon and Josephine: A Love Story : Madame de Staël
- 1988 : Qui garde les amis? (Who Gets the Friends?) : Aggie Harden
- 1990 : Ghost Writer (TV) : Elizabeth Strack
- 1992 : Un drôle de shérif (Picket Fences) : Rachel Harris (1993-1995)
- 1994 : Mémoire truquée (Moment of Truth: Murder or Memory?) : Barbara Hansen
- 1995 : JAG : Meredith (?)
- 1995 : Arabesque : saison 12 / épisode 2 Lainie Sherman Boswell
- 1996 : Cœur de vengeance (An Unfinished Affair) : Cynthia Connor
- 1996 - 1999 : The Sentinel : Naomi Sandburg
- 1997 : Stranger in My Home : Margot
- 1997 : Sunset Beach : Elaine Stevens (1997)
- 2004-2006 : Passions : Katherine Barrett Crane

## Voix françaises
- Jeanine Freson dans Les Derniers Aventuriers : Amparo Rojo (1970)
- Évelyn Séléna dans Les Cavaliers : Zareh (1971)
- Béatrice Delfe dans Soleil vert : Shirl (1973)
- Perrette Pradier dans Looker : Jennifer Long (1981)
- Francine Lainé dans Une amie qui vous veut du bien : Elizabeth Fimple (1985)
- Blanche Ravalec dans Un drôle de shérif : Rachel Harris (Série TV) (1993-1995)
- Frédérique Cantrel dans Cœur de vengeance : Cynthia Connor (Téléfilm) (1996)
- Brigitte Morisan dans Sunset Beach : Elaine Stevens (Série TV) (1997)
- Marie-Martine dans Life : Doreen Turner (Série TV) (2007)